# Looking Back in Anger
Looking Back in Anger (en chinois : 義不容情 ; Yee but yung ching) est une série télévisée hongkongaise réalisée par Wai Ka-fai en 1989. La chanson populaire du thème de la série Yat Sang Ho Kau (一生何求) a été chantée par Danny Chan.

## Distribution
- Felix Wong
- Deric Wan
- Carina Lau
- Kathy Chow Hoi-Mei
- Maggie Shiu